# 阿蒙涅姆赫特四世
阿蒙涅姆赫特四世，古埃及中王国时期第十二王朝的国王。他短暂的统治相对和平，曾派人到西奈探险。他過世后，十二王朝逐渐衰弱。